# Quelle (Geschichtswissenschaft)
Als Quellen bezeichnet man in der Geschichtswissenschaft – nach der vielzitierten Definition Paul Kirns – „alle Texte, Gegenstände oder Tatsachen, aus denen Kenntnis der Vergangenheit gewonnen werden kann“. Für die Definition einer Quelle ist das Forschungsinteresse des jeweiligen Historikers entscheidend. Aus dieser und aus der inneren und äußeren Form der Quellen ergeben sich Möglichkeiten zur Einteilung von Quellen in Quellengattungen. Abgegrenzt werden die Quellen von der Sekundärliteratur (fachsprachlich meist als Darstellungen bezeichnet), also der modernen Fachliteratur. Quellen dienen der Rekonstruktion historischer Sachverhalte und der geschichtswissenschaftlichen Argumentation („Beleg“). Im kritischen Umgang mit historischen Darstellungen wenden die Historiker auch Verfahren der Dekonstruktion an, um die spezifische Perspektive der Quelle auf die zu erforschenden Sachverhalte zu erkennen.
Mit Quellenlage bezeichnet man die Gesamtheit der verfügbaren Quellen zu einem bestimmten Thema und ihren Status. Für Historiker ist die methodisch saubere Registrierung der Quellenlage wichtig, um zu einer angemessenen Bewertung eines Sachverhaltes zu gelangen. Die Quellenkritik wurde unter anderem von Johann Gustav Droysen und Barthold Georg Niebuhr in die Geschichtswissenschaft eingeführt und von Ernst Bernheim weiterentwickelt. Dabei geht es erstens um die Echtheit einer Quelle und zweitens um ihre Aussagekraft.

## Abgrenzungen
Von den Quellen (z. B. einem antiken oder mittelalterlichen Text) grundsätzlich zu trennen ist die Sekundärliteratur, die als wissenschaftliche Fachliteratur zu Rate gezogen wird. Die Grenzen zwischen Quellen und Sekundärliteratur können unter gewissen Umständen verschwimmen, denn was Quelle oder Sekundärliteratur ist, hängt vom Forschungsinteresse bzw. der Intention des Forschers ab. Ein Altertumshistoriker, der sich für das politische System des Alten Roms interessiert, wird das Werk Römisches Staatsrecht von Theodor Mommsen als Fachliteratur lesen. Es ist zwar schon sehr alt und repräsentiert nicht den modernen Forschungsstand, es ist aber immer noch wichtige Sekundärliteratur. Aus Sicht dieses Altertumshistorikers ist Mommsen ein Kollege. Wenn jedoch ein Wissenschaftshistoriker das Römische Staatsrecht liest, weil er über Werk und Wirken von Theodor Mommsen forscht (oder allgemeiner über die Altertumswissenschaft des 19. Jahrhunderts), dann dient das Römische Staatsrecht als Quelle. Mommsen ist für den Wissenschaftshistoriker ein Forschungsobjekt. Eine solche Unterscheidungspraxis ist allerdings nicht der Regelfall: Im Hinblick auf die Auswertung antiker, mittelalterlicher oder auch frühneuzeitlicher Texte dienen diese als Quellen, zu deren Interpretation moderne Fachliteratur (Sekundärliteratur) herangezogen wird.
Angesichts der zunehmenden Existenz KI-generierter Texte, deren Quellen, Urheberschaft und historiographische Verantwortung weitgehend unklar sind, besteht die Notwendigkeit, die Abgrenzung von Quellen und Darstellungen zusätzlich um den Begriff Kompilation zu erweitern.

## Einteilungen von Quellen
Die Zuordnung einer Quelle zu einer Quellengruppe ist mitunter schwierig, da die Zuordnung meist von der Fragestellung eines Historikers abhängt. Daher kann eine bestimmte Textsorte nicht generell in eine Gruppe eingeordnet werden, auch wenn zum Beispiel die meisten Rechnungen als Überrestquellen (und nicht als Traditionsquellen) verwendet werden.

### Äußere Form

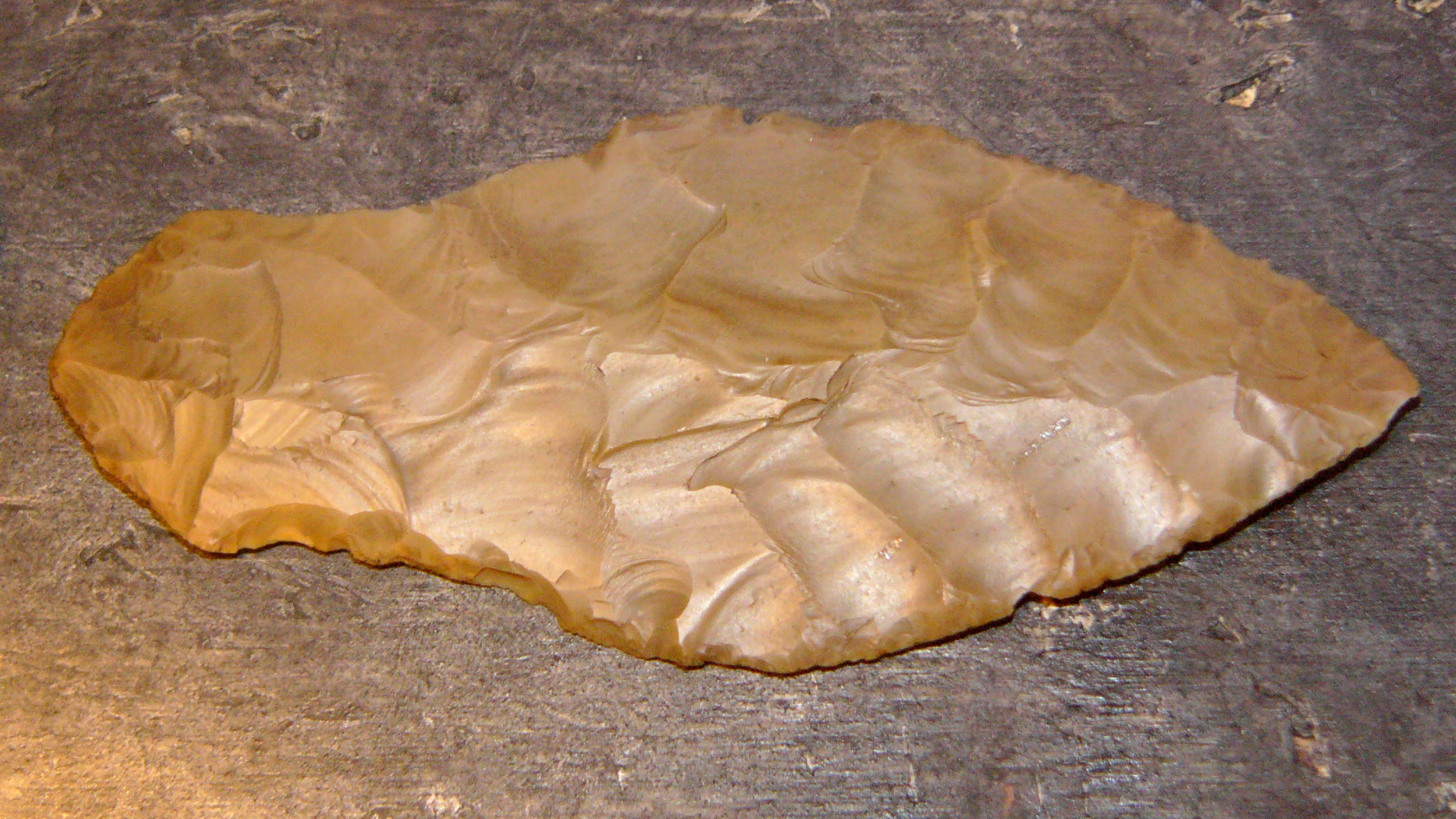
Bearbeiteter Feuerstein gehört zu den ältesten Sachquellen über die menschliche Kultur.

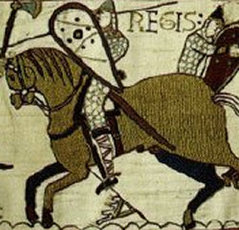
Der Teppich von Bayeux (ca. 1077, hier ein Detail) ist eine berühmte Bildquelle.

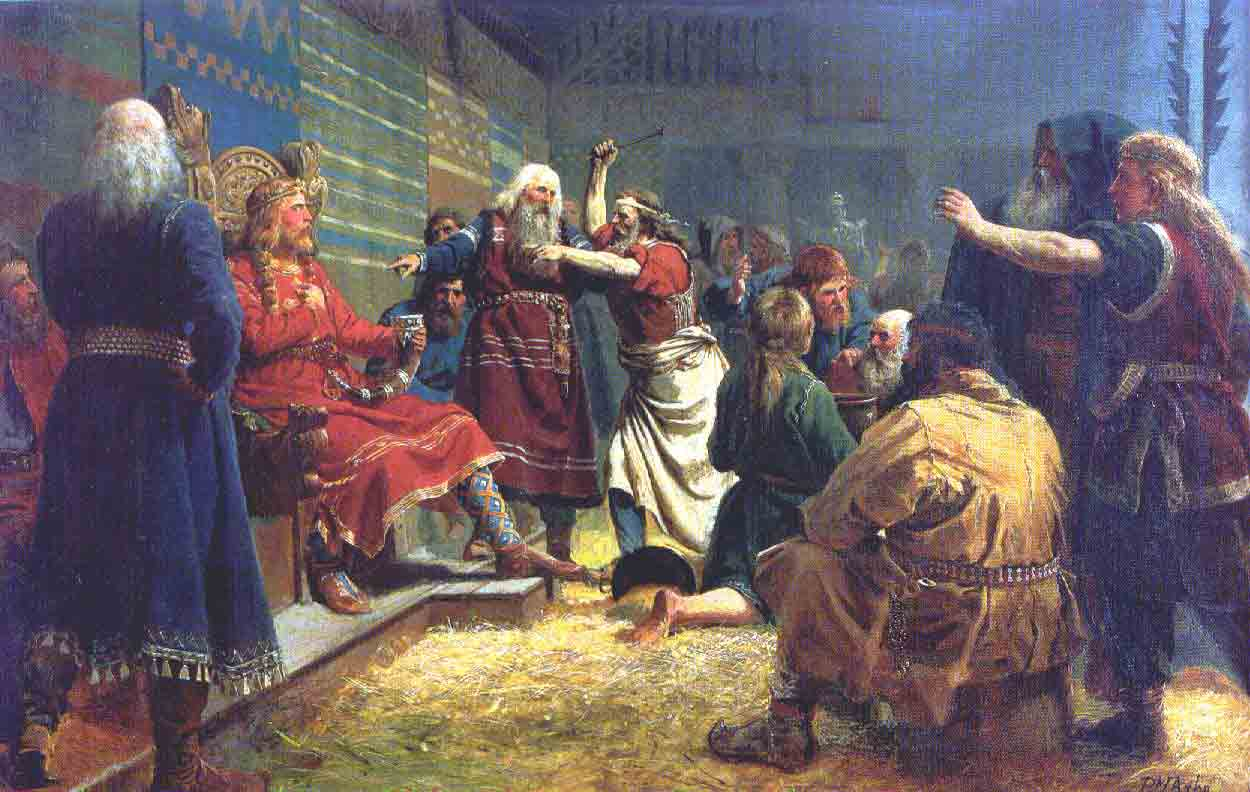
Diese Darstellung des norwegischen Königs Haakon ist keine Quelle für das 10. Jahrhundert, sondern dafür, wie ein Maler des 19. Jahrhunderts sich Haakon vorgestellt hat.

Grundsätzlich unterscheidet man zwischen Sachquellen, Bildquellen, abstrakten Quellen und Textquellen, wobei die Einteilungen und Benennungen in einzelnen Lehrbüchern unterschiedlich sein können.
Sachquellen oder auch „dingliche Relikte“ sind zum Beispiel Bau- und Kunstwerke, Münzen, oder Gegenstände aus Arbeitswelt und Alltag, wie eine Pfeilspitze oder ein Pflug. Diese Quellen werden oft in Nachbar- und Unterdisziplinen der Geschichtswissenschaft behandelt, wie in der Archäologie oder den einzelnen Historischen Hilfswissenschaften.
Bildquellen sind profane oder künstlerische Darstellungen. Ein Gemälde ist zwar auch ein konkreter Gegenstand, die Abbildung darauf hat jedoch ihren eigenen Wert. Nicht nur die Kunstgeschichte, sondern auch Politik-, Sozial- und Mentalitätsgeschichte sowie andere historische Forschungsrichtungen verwenden Bildquellen und gegenständliche Kunst mittlerweile als Quellen für Aussagen über die gesellschaftliche Wirklichkeit. Neben den eigentlichen Einzelbildquellen wie Gemälden und Fotografien gibt es in der modernen Epoche auch Audio- und Videoquellen. Die verschiedengestaltigen Bild-, Ton- und Filmquellen lassen sich grob in dokumentarische und narrativ-fiktionale Quellen unterscheiden. Je komplexer aufgebaut und je polysemischer die betreffende Quellenart (Bildton-Dokument, Kinofilm, TV-Serie, Computerspiel etc.), desto notwendiger wird eine theoretische Auseinandersetzung im Vorfeld ihrer geschichtswissenschaftlichen Auswertung und Analyse.
Abstrakte Quellen und „Tatsachen“ oder „abstrakte Überreste“ sind nicht greifbar, sondern durch die soziale Realität erfahrbar. Ahasver von Brandt definiert sie als fortlebende oder überlieferte Institutionen. Beispielsweise kann man anhand der madagassischen Sprache erkennen, dass die Vorfahren der heutigen Einwohner Madagaskars nicht aus Afrika, sondern aus Asien stammen. Ebenso eine abstrakte Quelle ist ein Volksfest, das in einem Dorf seit langem gefeiert wird. Auch wenn es keine schriftliche Quelle zur Entstehung gibt, beweist die Existenz des Festes, dass es das Fest gibt und dass es einst entstanden sein muss. Ähnlich wie bei der mündlichen Aussage eines Zeitzeugen ist erst die schriftlich fixierte Beobachtung eines Forschers als Quelle in der Wissenschaft verwendbar.
Textquellen sind ursprünglich ebenso an einen Beschreibstoff gebunden, lassen sich aber getrennt davon bearbeiten. Die Textquellen sind die wichtigsten und meist aussagekräftigsten Quellen, zumindest aus Sicht der Historiker. Zu ihnen gehören in der Regel Geschichtswerke, Briefe, Akten, Zeitungen, Pamphlete und literarische Werke. Teilweise spricht man auch von den erzählenden Quellen. Problematisch sind ursprünglich mündlich tradierte oder auf Erinnerungen beruhende Quellen, die also auf mündlichen Aussagen beruhen und erst später schriftlich festgehalten wurden.

### Nähe zum historischen Geschehen
Quellen kann man auch nach der zeitlichen, personellen und sonstigen Nähe des Quellenautors zum betreffenden Ereignis beurteilen. Es ist ein Unterschied, ob man ein Ereignis noch am selben Tage im Tagebuch beschreibt oder Jahre später in seinen Memoiren. Ebenso ist es nicht zwingend, dass früher aufgeschriebene Quellen grundsätzlich zuverlässiger sind als später verfasste; vielmehr kommt es auf die Qualität der Quellen an, auf welche sich der jeweilige Verfasser gestützt hat bzw. ob er ein zuverlässiger (möglichst wenig subjektiver) Berichterstatter aus eigener Anschauung war.

### Primärquelle und Sekundärquelle
Eine Primärquelle ist die Quelle (unabhängig vom Medium), auf die sich die jeweilige Untersuchung des Historikers bezieht. Eine Sekundärquelle dient dazu, etwas über den Inhalt einer verloren gegangenen Primärquelle in Erfahrung zu bringen. So ist z. B. die spätantike Gotengeschichte Cassiodors nicht erhalten, dafür aber die Getica des Jordanes, der sich nach eigener Aussage auf Cassiodor gestützt hat. Stefan Jordan erläutert die Unterscheidung folgendermaßen: „Als sekundäre Quelle bezeichnet man die sinngemäße Wiedergabe einer Quelle in einer anderen Quelle.“ Die Einschätzung als Primär- oder Sekundärquelle hängt eng mit der konkreten Überlieferungssituation zusammen. Wenn es in diesem Zusammenhang keine Sekundärquelle gibt, erübrigt sich diese Differenzierung und man spricht einfach von einer Quelle.
Davon abzugrenzen ist die sogenannte „Zwischenquelle“: So wird ein Werk bezeichnet, das etwa ein antiker oder mittelalterlicher Geschichtsschreiber herangezogen hat und das ihm Informationen aus anderen Werken vermittelte, die er selbst nicht eingesehen hat (wie z. B. im Fall des Jordanes, der wohl über Cassiodor Informationen aus dem Werk des Priskos erhielt).
Es ist in diesem Zusammenhang von großer Bedeutung, sich die jeweiligen Überlieferungschancen und Überlieferungszufälle der verschiedenen Quellengattungen zu vergegenwärtigen. So sind beispielsweise manche Geschichtswerke (vor allem aus dem antiken Zeitraum, für den die Verlustzahl prosaischer Werke besonders hoch ist) und Urkunden (z. B. aus dem Frühmittelalter, da aus diesem Zeitraum nur wenige Urkunden erhalten sind, siehe auch Deperditum) oft nicht erhalten und lassen deshalb solche Zeitabschnitte quellenärmer erscheinen, als sie ursprünglich waren.

### Tradition und Überrest

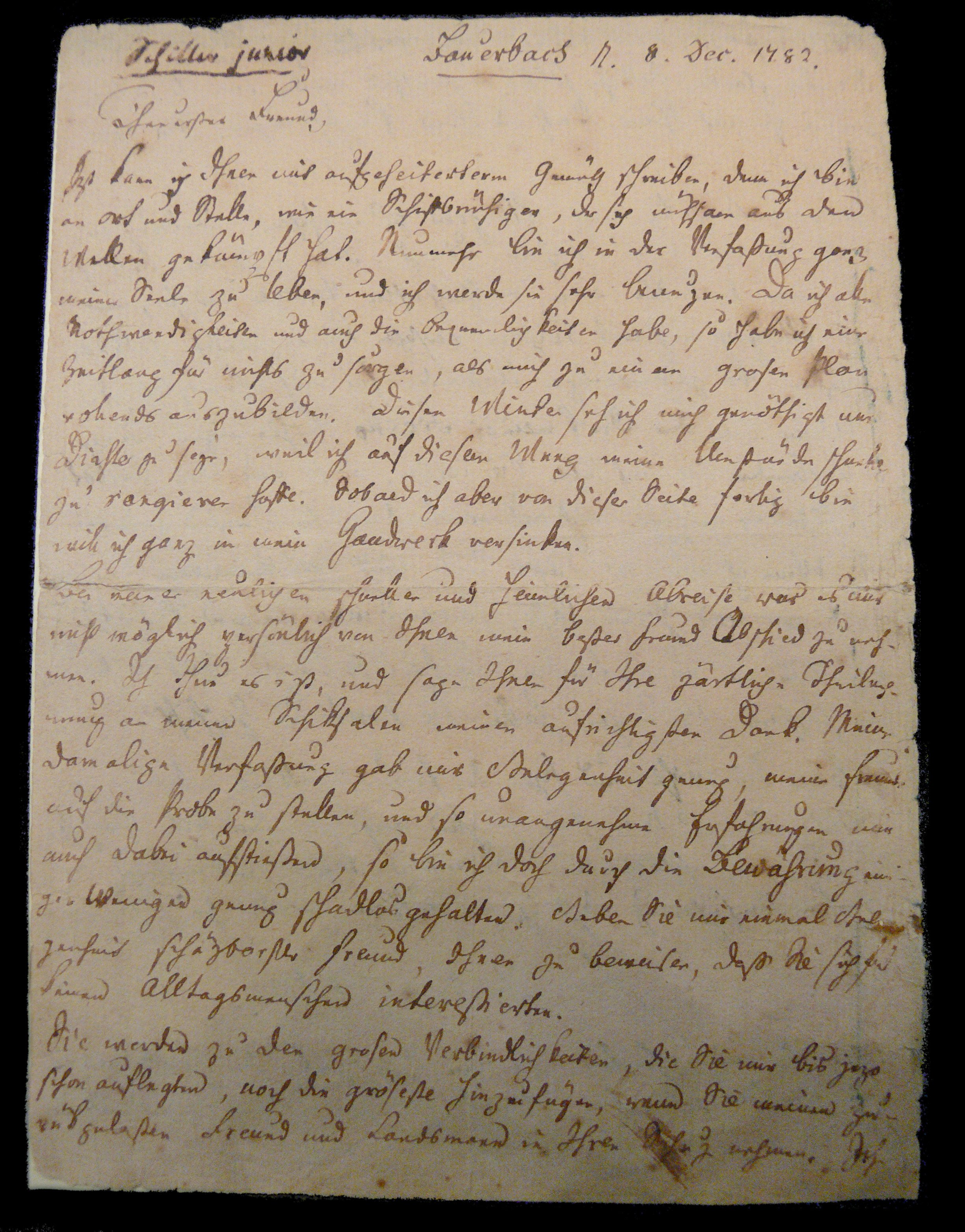
Brief von Friedrich Schiller, 1782

Diese Einteilung, die ursprünglich von Droysen (als Dreiteilung in „Überreste“, „Quellen“ und „Denkmäler“) stammt und von Bernheim modifiziert wurde, nennt
- Überreste: „Alles, was unmittelbar von den Begebenheiten übriggeblieben ist“, und
- Tradition: „Alles, was von den Begebenheiten übriggeblieben ist, hindurchgegangen und wiedergegeben durch menschliche Auffassung.“[12]

Bei einer Traditionsquelle berichtet jemand über etwas, während der Überrest von einer sonstigen Handlung überbleibt. Eine Traditionsquelle ist beispielsweise eine Rede, ein Brief, ein altes Geschichtswerk, die über Vergangenes berichten. Dabei hatte der Verfasser die Absicht, andere Menschen über etwas zu informieren. Ein Überrest ist beispielsweise eine Rechnung, die durch den Geschäftsverkehr zwischen zwei Kaufleuten entstanden ist. Durch sie wird ein Geschäftsvorgang belegt, dazu wurde sie ausgestellt. Aber für einen späteren Historiker kann sie als Quelle dienen.
Die Überrestquelle gilt im Allgemeinen als zuverlässiger als die Traditionsquelle, da ein Redner oder Briefschreiber oder Geschichtsschreiber sich irren kann oder gar täuschen will. Dennoch könnte auch, um im Beispiel zu bleiben, die Rechnung bereits fehlerhaft oder in betrügerischer Absicht ausgestellt worden sein. Jedenfalls wurde der Überrest wenigstens nicht längere Zeit nach dem Ereignis hergestellt, während Traditionsquellen eventuell über lange Vergangenes berichten. Von Brandt zufolge gehören zur Gruppe der Überrestquellen alle Sachquellen, wie Gebäude oder körperliche Überreste.
Die Einteilung kann ferner ebenfalls von der Fragestellung des Historikers abhängen. Ein Brief von Person A an Person B informiert über ein Ereignis. Im Hinblick auf das Ereignis ist der Brief eine Traditionsquelle. Andererseits aber ist der Brief selbst ein Überrest bezüglich der Tatsache, dass Person A der Person B eine bestimmte Darstellung zu einem bestimmten Ereignis zu einem bestimmten Zeitpunkt geliefert hat. Anders ausgedrückt: Interessiert sich der Historiker für das Ereignis, dann ist der Brief eine Traditionsquelle, interessiert er sich für die Beziehung zwischen A und B, handelt es sich um einen Überrest.
Aus solchen Gründen, so von Brandt, ist die Gliederung in Überrest und Tradition „zwar theoretisch ziemlich eindeutig“, gestattet aber keine „absolute Systematik“.

### Deskriptive und normative Quellen
Die meisten Quellen sollten deskriptiv sein und eine vom Verfasser wahrgenommene Wirklichkeit beschreiben. In der Praxis ist eine deskriptive Quelle allerdings schwer zu erkennen, da sie – der Definition nach – eine möglichst „wertfreie Betrachtung“ erlauben muss. Normative Quellen hingegen, wie beispielsweise ein Gesetzestext oder ein politisches Traktat, sagen aus, wie etwas sein oder gemacht werden soll. Ob die Normen in der Realität aber tatsächlich eingehalten wurden, steht dabei auf einem anderen Blatt. Dieses Problem kommt bei der Beurteilung und Verwendung einer normativen Quelle zusätzlich zu den allgemeineren hinzu.

### Typologien
Typologien von Quellen bemühen sich, (schriftliche) Quellen nach ihrem Textgenre, Literaturgattungen und ähnlichen Kategorien zu ordnen. Der Mediävist R. C. van Caenegem beispielsweise unterteilt die mittelalterlichen Quellen unter anderem in:
- Erzählende Texte im eigentlichen Sinne, darunter: Kompendien, Chroniken, Kirchengeschichten, Nationalgeschichten, Annalen, Gesta, Biographien, Hagiographien
- Urkunden (aber auch Deperdita) und Akten, Sammlungen derselben wie Kanzleirollen und Formelbücher
- „Fiskalische und sozial-ökonomische Dokumente“, wie Steuerbücher, Universitätsmatrikel und Nekrologe

Der letzte Sammelausdruck hat einen übergreifenden Charakter, wie auch die Ego-Dokumente (Selbstzeugnisse). Zu letzteren gehören außer Briefen, Taschenkalendern und Tagebüchern (also Überresten) auch Traditionsquellen wie Memoiren.
Die typologische Einordnung steht oft im unmittelbaren Zusammenhang mit der entsprechenden Hilfswissenschaft: Münzen gehören zur Numismatik, Schriftarten (als solche) in die Paläographie, Urkunden werden von der Diplomatik behandelt, Inschriften von der Epigraphik, Siegel von der Sphragistik.

## Arbeit mit Quellen
Welche Quellen in der Forschung wie häufig verwendet werden, hängt von ihrer Erschließung sowie von der Verfügbarkeit von Reproduktionen und Editionen ab; Auswahl und Interpretation sowie ihre Verwendung als Beleg folgen in der Geschichtswissenschaft bestimmten Regeln.

### Erschließung
Die Erschließung von Quellenmaterial bedeutet, dass man das Material feststellt, eine Übersicht erhält und den Zugang ermöglicht. In der Praxis werden vor allem solche Texte und Objekte von der Forschung als Quellen genutzt, die in Sammlungen enthalten sind (Archive, Bibliotheken, Museen) und unter diesen solche, die durch Findmittel (Inventare, Kataloge, Repertorien, Datenbanken) erschlossen sind, die in der Regel jede Einheit mit einer eindeutigen Signatur oder Inventarnummer bezeichnen. Durch diese Erschließung werden sowohl die gezielte Suche nach einschlägigen Quellen als auch die eindeutige und genaue Zitation derselben überhaupt erst ermöglicht.

### Reproduktionen, Editionen, Übersetzungen
Quellen werden in der Forschung häufig nicht im Original, sondern in Form von Reproduktionen und gedruckten Fassungen verwendet, z. B. das Digitalisat einer Handschrift statt der Handschrift selbst und/oder eine kritische Edition anstatt der oft vielfältigen Überlieferung einer Schriftquelle. Ähnlich wie die Erschließung von Quellen erleichtern solche Aufbereitungen von Quellen sowohl die Recherche als auch die Überprüfung von Quellenzitaten: Während ein Original nur an einer Stelle vorhanden und auch dort schwierig zugänglich sein kann, sind gedruckte Editionen zumindest in vielen wissenschaftlichen Bibliotheken vorhanden und viele Digitalisate frei im Netz verfügbar. Andererseits kann es sein, dass Reproduktionen und Editionen Fehler enthalten oder andere Eigenheiten aufweisen, die die Interpretation beeinflussen, weshalb in wichtigen Fällen eine Überprüfung anhand der Originale notwendig sein kann.

### Umgang in Forschung und Darstellung

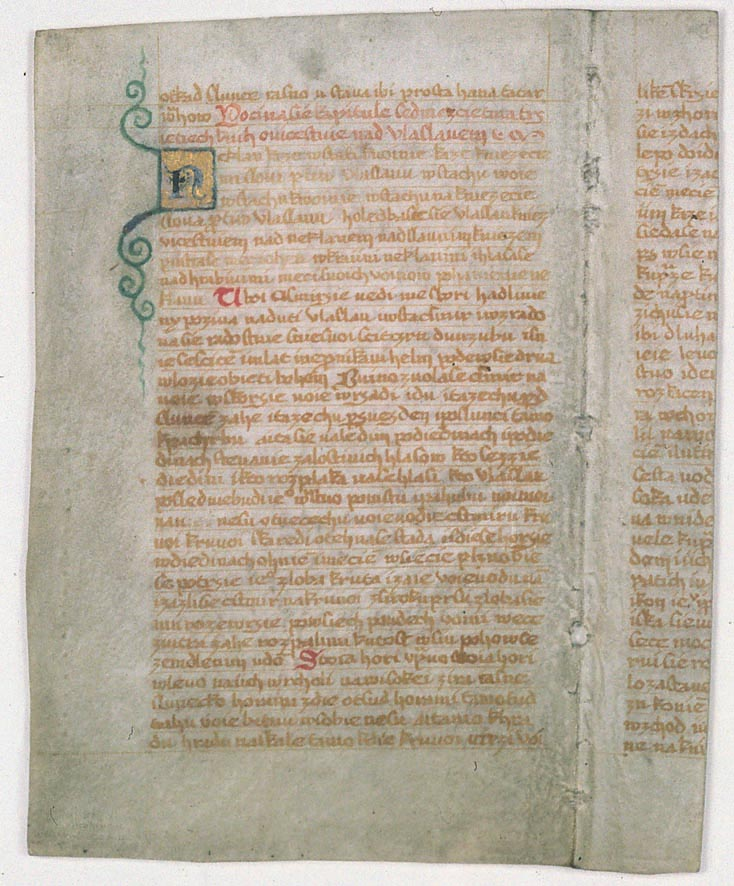
Seite der „Königinhofer Handschrift“, angeblich mittelalterlich, tatsächlich eine Fälschung aus dem 19. Jahrhundert

Ein Historiker muss bestimmte Überlegungen angestellt haben, bevor er eine Quelle verwendet. Die Regeln der Quellenkritik schließen beispielsweise die Frage ein, ob die Quelle echt ist (Echtheitskritik), wer sie hergestellt hat, ihre Glaubwürdigkeit usw. So gilt außerdem, dem Grundsatz der Literaturwissenschaft folgend, in Prosaquellen zwischen Verfasser und Erzähler zu unterscheiden. Die Quellenkunde, Teil der Historischen Hilfswissenschaften, befasst sich ausführlich mit allen Fragen der Quellenkritik.
Eine Quelle ist unbedingt im Zusammenhang mit anderen Quellen zu verwenden und einzuordnen. Ein Quellenzitat in einer Darstellung darf sich nicht mit dem bloßen (ausgewählten) Quellentext begnügen; es muss begleitet sein von Sachkommentar und Interpretation.

### Belege in einer wissenschaftlichen Arbeit
Quellenzitate und Aussagen, die auf einer Quelle beruhen, müssen in einer wissenschaftlichen Arbeit belegt werden, und zwar mit genauer Angabe darüber, welche Stelle welcher Quelle verwendet wurde. Archivalische Quellen werden nach Ort, Archiv, Bestand und Signatur zitiert, Quelleneditionen und andere gedruckte Quellen mit den üblichen bibliographischen Angaben; insbesondere wörtliche Zitate werden seitengenau oder durch vergleichbare Angaben (Spalte, Folium) zitiert. In der Regel verwendet man dazu den Anmerkungsapparat (für einzelne Belege) und stellt alle Quellen zusätzlich in einem separaten, vom Literaturverzeichnis getrennten Quellenverzeichnis im Anhang zusammen. Je nach Fach und Quellenlage kann das Quellenverzeichnis noch einmal nach verschiedenen Kriterien gegliedert werden; üblich ist z. B. die Aufteilung in gedruckte/ungedruckte oder auch archivalische/gedruckte/digitale Quellen. Teilweise sind stark abgekürzte Angaben für Bibliotheksnamen, Signaturen und andere Angaben üblich, die meist durch ein eigenes Abkürzungsverzeichnis erklärt werden.
Letztlich geht es darum, dem Leser das Finden der benutzten Quellen und damit die Überprüfung der Argumentation zu erleichtern.

## Zitate
- „Eine Geschichtsschreibung, die nicht auf Quellen beruht, ist keine Wissenschaft.“ (Leo Santifaller)[19]
- „Aus der genauen Einsicht in die Art der Quellen folgen wie von selber mancherlei Feststellungen über ihren spezifischen Wert (Art, Reichhaltigkeit und Zuverlässigkeit der Auskunft, besondere Gesichtspunkte). Die Typologie beabsichtigt, die Einsicht zu verschärfen, nicht aber, zwischen den verschiedenen Gattungen der Quellen scharfe Grenzen zu ziehen, da solche ja in Wirklichkeit oft nicht existieren.“ (Raoul C. Van Caenegem)[20]
- „Quellen sprechen nur, wenn man sie befragt, und sie sprechen so oder anders, je nach dem, wie man sie befragt.“ (Volker Sellin)[21]